# Stetson Hatters

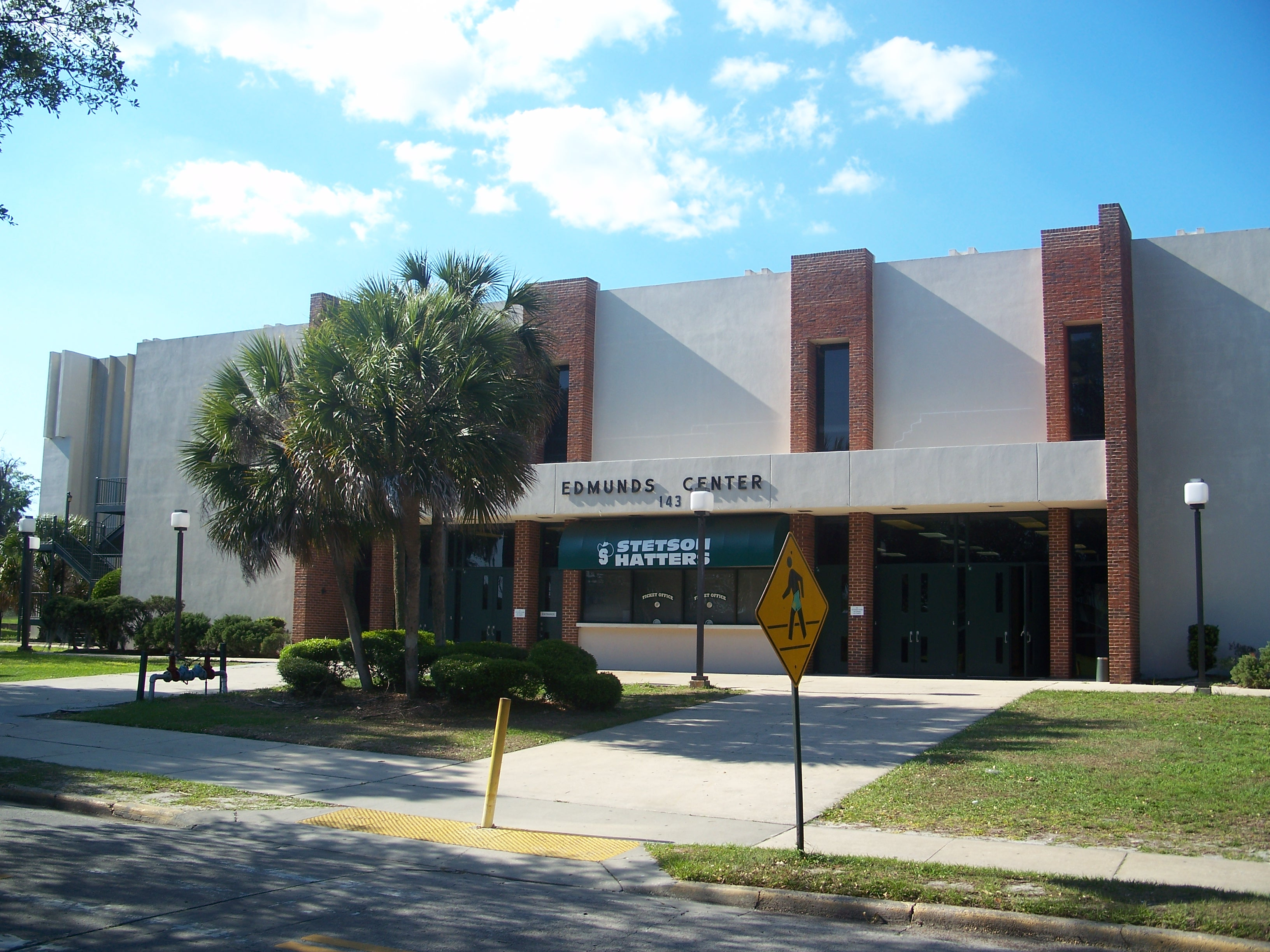
Edmunds Center

Stetson Hatters (español: Sombrereros de Stetson) es el equipo deportivo de la Universidad Stetson, situada en DeLand, Florida. Los equipos de los Hatters participan en las competiciones universitarias organizadas por la NCAA, y forman parte de la Atlantic Sun Conference.

## Programa deportivo
Los Hatters participan en las siguientes modalidades deportivas:
| - Masculino - Béisbol - Baloncesto - Cross - Fútbol - Tenis - Golf - Remo | - Femenino - Baloncesto - Cross - Golf - Tenis - Fútbol - Softball - Voleibol - Remo |

### Baloncesto
El equipo de baloncesto masculino no se ha clasificado nunca para la fase final de la NCAA. Sin embargo, dos de sus jugadores han llegado a jugar como profesionales en la NBA.